# Sumo Digital
Sumo Digital est un studio de développement de jeux vidéo basé à Sheffield dans le Nord de l'Angleterre. Le studio est racheté par Tencent pour 1,27 milliard de dollars le 19 juillet 2021.

## Historique
Le studio a été fondé en 2003 à la suite de la fermeture de Infogrames Sheffield House (propriété de Gremlin Graphics Software). 
Le studio a été créé par Carl Cavers, Paul Porter, Darren Mills et James North-Hearn. 
Sumo développe sur toutes les différentes plates-formes du marché et compte désormais près de 1000 employés, répartis dans 8 studios en Grande-Bretagne, un studio aux Etats-Unis, et un à Pune, en Inde.
Le 17 aout 2007, Sumo Digital est acquis par la compagnie Foundation 9 Entertainment.
En octobre 2019, il est annoncé la création d’une nouvelle filiale appelée Sumo North West.
En septembre 2020, il est annoncé le rachat du studio américain Pipeworks Studio, ajoutant ainsi 134 employés au groupe Sumo.
Le 19 juillet 2021, Tencent annonce l'achat de Sumo Digital pour 1,27 milliard de dollars.

## Jeux développés
| Titre                                                          | Plates-formes                                                                  | Année |
| -------------------------------------------------------------- | ------------------------------------------------------------------------------ | ----- |
| England International Football                                 | Xbox                                                                           | 2004  |
| OutRun 2                                                       | Xbox                                                                           | 2004  |
| TOCA Race Driver 2                                             | PlayStation Portable                                                           | 2005  |
| Virtua Tennis: World Tour                                      | PlayStation Portable                                                           | 2005  |
| OutRun 2SP                                                     | PlayStation 2                                                                  | 2006  |
| Out Run 2006: Coast 2 Coast                                    | PlayStation Portable, PlayStation 2, Windows, Xbox                             | 2006  |
| Go! Sudoku                                                     | PlayStation Portable, PlayStation 3                                            | 2006  |
| TOCA Race Driver 3                                             | PlayStation Portable                                                           | 2006  |
| Race Driver 2006                                               | PlayStation Portable                                                           | 2006  |
| Les Chevaliers de Baphomet : Les Gardiens du Temple de Salomon | Windows                                                                        | 2006  |
| Driver 76                                                      | PlayStation Portable                                                           | 2007  |
| Super Rub 'a' Dub                                              | PlayStation 3                                                                  | 2007  |
| Virtua Tennis 3                                                | PlayStation 3, PlayStation Portable, Windows, Xbox 360                         | 2007  |
| Sega Superstars Tennis                                         | Nintendo DS, PlayStation 2, PlayStation 3, Xbox 360, Wii                       | 2008  |
| New International Track & Field                                | Nintendo DS                                                                    | 2008  |
| GTI Club+                                                      | PlayStation Network                                                            | 2008  |
| FIFA 09                                                        | Wii                                                                            | 2008  |
| OutRun Online Arcade                                           | PlayStation 3, Xbox 360                                                        | 2009  |
| Virtua Tennis 2009                                             | PlayStation 3, Wii, Windows, Xbox 360                                          | 2009  |
| F1 2009                                                        | PlayStation Portable, Wii                                                      | 2009  |
| Le Drôle de Noël de Scrooge                                    | Nintendo DS, Wii                                                               | 2009  |
| FIFA 10                                                        | Wii                                                                            | 2009  |
| Sonic and Sega All-Stars Racing                                | Arcade, Nintendo DS, PlayStation 3, Wii, Windows, Xbox 360                     | 2010  |
| Doctor Who: The Adventure Games                                | Windows, OS X                                                                  | 2010  |
| Dead Space Ignition                                            | PlayStation Network, Xbox Live Arcade                                          | 2010  |
| Hasbro Family Game Night 3                                     | Xbox 360, PlayStation 3, Wii                                                   | 2010  |
| Split/Second Velocity                                          | PlayStation Portable                                                           | 2010  |
| Sonic and Sega All-Stars Racing                                | Nintendo DS, PlayStation 3, Wii, Xbox 360, iOS                                 | 2011  |
| F1 2011                                                        | PlayStation Vita, Nintendo 3DS                                                 | 2011  |
| Sonic and All-Stars Racing Transformed                         | Windows, Nintendo 3DS, PlayStation 3, Wii U, PlayStation Vita, Xbox 360        | 2012  |
| Nike+ Kinect Training                                          | Xbox 360                                                                       | 2012  |
| Forza Horizon 2                                                | Xbox 360                                                                       | 2014  |
| LittleBigPlanet 3                                              | PlayStation 3, PlayStation 4                                                   | 2014  |
| Forza Horizon 2 Presents Fast & Furious                        | Xbox 360                                                                       | 2015  |
| Disney Infinity 3.0                                            | Xbox 360, Xbox One, PlayStation 3, PlayStation 4, Wii, Wii U                   | 2015  |
| Sonic Dash 2: Sonic Boom                                       | iOS, Android                                                                   | 2015  |
| Snake Pass                                                     | Microsoft Windows, PlayStation 4, Xbox One, Nintendo Switch                    | 2017  |
| Crackdown 3                                                    | Microsoft Windows, Xbox One                                                    | 2019  |
| Team Sonic Racing                                              | Microsoft Windows, PlayStation 4, Xbox One, Nintendo Switch                    | 2019  |
| Spyder                                                         | macOS, tvOS, iOS                                                               | 2020  |
| Hotshot Racing                                                 | Microsoft Windows, PlayStation 4, Xbox One, Nintendo Switch                    | 2020  |
| Sackboy: A Big Adventure                                       | PlayStation 4, PlayStation 5                                                   | 2020  |
| Hood: Outlaws & Legends                                        | Microsoft Windows, PlayStation 4, PlayStation 5, Xbox One, Xbox Series         | 2021  |
| The Texas Chain Saw Massacre                                   | PlayStation 5, PlayStation 4, XCloud, Xbox One, Xbox Series, Microsoft Windows | 2023  |